# Lood de Jager
Lodewyk de Jager, detto Lood (Alberton, 17 dicembre 1992), è un rugbista a 15 sudafricano, che gioca come seconda linea nei Sale Sharks in English Premiership. Nel 2019 si è laureato campione del mondo con il Sudafrica.

## Biografia
De Jager crebbe nei Leopards, formazione di Potchefstroom, alla cui prima squadra fu aggregato nel 2012 senza mai giocare. L'anno successivo si trasferì ai F.S. Cheetahs, ma, ancora prima di esordire in Currie Cup, venne incluso nella rosa per il Super Rugby 2013 dell'afferente franchise dei Cheetahs. Nella sua prima stagione del torneo australe fu titolare in tutti gli incontri disputati dalla squadra della provincia del Free State, la quale arrivò fino al primo turno dei play-off. Sempre nello stesso anno, in autunno, fece il suo debutto anche in Currie Cup. Dopo quattro annate trascorse a Bloemfontein annunciò il suo passaggio ai Bulls nell'estate 2016. Nella sua terza stagione di Super Rugby con la franchigia di Pretoria, fu nominato capitano, ma un infortunio alla spalla subito nella seconda giornata gli fece mancare tutto il prosieguo del torneo. Già nella primavera del 2019 fu reso ufficiale il suo trasferimento ai Sale Sharks in Inghilterra, ma dovette saltare tutta la prima parte dell'English Premiership 2019-2020 a causa di un nuovo infortunio occorsogli durante la finale della Coppa del Mondo. Esordì nel campionato inglese il 6 marzo 2020 nella vittoria contro i London Irish.
Nel giugno 2014, il commissario tecnico Heyneke Meyer lo fece debuttare nel Sudafrica contro il Galles a Durban, nel primo test della tournée estiva dei britannici.  Due incontri più tardi, contro la Scozia, partì per la prima volta da titolare e segnò i suoi primi punti in nazionale, marcando due mete. Durante l'annata internazionale fu poi presente anche nel The Rugby Championship e nel tour di novembre. A seguito di un Championship che lo vide scendere in campo in tutte le partite, fu inserito nella rosa degli Springboks per la Coppa del Mondo di rugby 2015. Giocò tutte le sfide che portarono la nazionale sudafricana a classificarsi al terzo posto nella competizione iridata. Furono proprio le sue prestazioni durante il mondiale che gli valsero, a fine anno, l'assegnazione del premio come miglior giocatore sudafricano della stagione; a soli 23 anni di età fu, in assoluto, il secondo più giovane vincitore del riconoscimento dopo Bryan Habana. Il cambio della guida tecnica degli Springboks con la nomina di Allister Coetzee non influì sul suo utilizzo, De Jager, infatti, fu presente in tutte le sessioni di incontri internazionali delle annate 2016 e 2017. Nel 2018 mancò buona parte della stagione ed il suo ritorno avvenne solo in occasione del tour di fine anno dove giocò contro Inghilterra e Scozia. Dopo aver partecipato alla vittoria del The Rugby Championship 2019, fu convocato dal tecnico Rassie Erasmus nella rosa sudafricana per la Coppa del Mondo di rugby 2019. Nel corso della fase a giorni del mondiale saltò le partite con Nuova Zelanda e Canada, ma poi fu titolare in tutte quelle della fase ad eliminazione diretta che portarono gli Springboks a laurearsi campioni del mondo. Pur essendo stato inserito nel quindici di partenza per la finale con l'Inghilterra, fu in campo per soli 22 minuti dopo i quali dovette uscire a causa di un infortunio alla spalla.
Tra il 2016 ed il 2018 De Jager disputò tre amichevoli nel prestigioso club ad inviti dei Barbarians.

## Palmarès
- Coppe del mondo: 1
Sudafrica: 2019
- Rugby Championship: 1
Sudafrica: 2019